# First Minister (Wales)
First Minister (walisisch: Prif Weinidog, deutsch Erster Minister) ist in Wales (wie auch in Schottland und Nordirland) der Titel des Regierungschefs der regionalen Regierung. Durch diese Bezeichnung wird im Englischen bewusst vom Premierminister unterschieden, der Regierungschef des gesamten Vereinigten Königreiches ist, wobei im Walisischen für beide Ämter dieselbe Bezeichnung (Prif Weinidog) verwendet wird.
Der walisische First Minister wird vom Walisischen Parlament gewählt und leitet die Regionalregierung mit einem Kabinett von neun Ministern. Derzeitige Amtsinhaberin ist Eluned Morgan.
Seit dem Government of Wales Act von 2006 wird der First Minister nach der Wahl durch das walisische Parlament vom regierenden Monarchen des Vereinigten Königreiches ernannt. Administrativ hat diese Änderung keine Auswirkung. Symbolisch betrachtet vertritt der First Minister hingegen seit 2006 die Krone in Wales.

## Geschichte
1997 stimmten die walisischen Wähler in einem Referendum knapp der Gründung eines Walisischen Parlaments zu. Durch diese Institution sollte eine gewisse Unabhängigkeit in Wales betreffenden Bereichen wie dem Gesundheitssystem oder dem Bildungswesen gewährt werden. Unter dem Government of Wales Act von 1998 sollte die Nationalversammlung beratend über Gesetze aus Westminster abstimmen können, die walisische Angelegenheiten betreffen. Es hatte so weniger Macht als das Schottische Parlament oder die Nordirland-Versammlung. Das Referendum wurde von der britischen Labour-Regierung unter Tony Blair umgesetzt und führte zu Veränderungen in der Verwaltung und Gesetzgebung Schottlands. Eine eigene Regionalregierung wie in Schottland oder Nordirland sollte es zunächst nicht geben, jedoch wurde ein Exekutivausschuss der Nationalversammlung gebildet, welches eingeschränkte Exekutivvollmachten besaß. Diesem Ausschuss saß ein First Secretary vor, der Vorläufer des Ersten Ministers.
Der Begriff des Ersten Ministers wird erst seit 2000 inoffiziell und seit dem Government of Wales Act von 2006 offiziell genutzt, denn erst mit diesem Gesetz wurde eine vom Parlament unabhängige Walisische Regierung geschaffen, die Aufgaben übernimmt, die zuvor vom Minister für Wales in der britischen Regierung ausgeführt worden sind. Der Wales-Minister ist auch nach 2006 weiterhin ein Mitglied des Britischen Kabinetts. Aktueller Wales-Minister ist seit dem 25. Oktober 2022 David Davies. Mit dem Gesetz von 2006 wurde auch das Parlament von Wales gestärkt, welches nun in einigen Bereichen wie Bildung und Gesundheitsversorgung die Gesetzgebungskompetenz besitzt, was 2011 in einem Referendum bestätigt wurde. Damit ist es nun von den Kompetenzen vergleichbarer mit dem Schottischen Parlament.

## Wahl und Amtszeit
Die Wahl des First Ministers erfolgt durch das walisische Parlament, die Ernennung durch den Monarchen des Vereinigten Königreichs. Der aktuelle First Minister verlässt sein Amt erst bei Ernennung des designierten First Ministers.
Die Amtszeit des First Ministers ist zeitlich nicht begrenzt.
Die meisten Wahlen fanden einstimmig und unangefochten statt. Bisher gab es nur drei Ausnahmen (die Wahl im Jahr 2018 und die beiden Wahlen im Jahr 2024).

### Wahlen zum First Minister von Wales
| Wahldatum         | Legislaturperiode | Kandidat               | Kandidat                          | Stimmen                 | Parteiunterstützung                                                   | Ergebnis                                    |
| ----------------- | ----------------- | ---------------------- | --------------------------------- | ----------------------- | --------------------------------------------------------------------- | ------------------------------------------- |
| 12. Mai 1999      | 1.                |                        | Alun Michael (Labour)             | unangefochten           | Labour                                                                | Michael                                     |
| 15. Februar 2000  | 1.                | Rhodri Morgan (Labour) | unangefochten                     | Labour                  | Morgan (Übergang) Morgan I                                            |                                             |
| 7. Mai 2003       | 2.                | Rhodri Morgan (Labour) | unangefochten                     | Labour                  | Morgan II                                                             |                                             |
| 25. Mai 2007      | 3.                | Rhodri Morgan (Labour) | unangefochten                     | Labour                  | Morgan III Morgan IV                                                  |                                             |
| 9. Dezember 2009  | 3.                | Carwyn Jones (Labour)  | unangefochten                     | Labour Plaid Cymru      | Jones I                                                               |                                             |
| 11. Mai 2011      | 4.                | Carwyn Jones (Labour)  | unangefochten                     | Labour                  | Jones II                                                              |                                             |
| 11. Mai 2016      | 5.                | Carwyn Jones (Labour)  | 29                                | Labour (28) LibDems (1) | Keine Regierung, unangefochtene Nominierung von Jones am 18. Mai 2016 |                                             |
| 11. Mai 2016      | 5.                |                        | Leanne Wood (Plaid Cymru)         | 29                      | Keine Regierung, unangefochtene Nominierung von Jones am 18. Mai 2016 | Conservative (11) Plaid Cymru (11) UKIP (7) |
| 18. Mai 2016      | 5.                |                        | Carwyn Jones (Labour)             | unangefochten           | Labour LibDems                                                        | Jones III                                   |
| 12. Dezember 2018 | 5.                |                        | Mark Drakeford (Labour)           | 30                      | Labour (28) LibDems (1) Parteilose (1)                                | Drakeford I                                 |
| 12. Dezember 2018 | 5.                |                        | Paul Davies (Conservative)        | 12                      | Conservative (12)                                                     | Drakeford I                                 |
| 12. Dezember 2018 | 5.                |                        | Adam Price (Plaid Cymru)          | 9                       | Plaid Cymru (9)                                                       | Drakeford I                                 |
| 12. Dezember 2018 | 5.                |                        | Enthaltungen                      | 5                       | UKIP (5)                                                              | Drakeford I                                 |
| 12. Mai 2021      | 6.                |                        | Mark Drakeford (Labour)           | unangefochten           | Labour                                                                | Drakeford II                                |
| 20. März 2024     | 6.                |                        | Vaughan Gething (Labour)          | 27                      | Labour (26) LibDems (1)                                               | Gething                                     |
| 20. März 2024     | 6.                |                        | Andrew R.T. Davies (Conservative) | 13                      | Conservative (13)                                                     | Gething                                     |
| 20. März 2024     | 6.                |                        | Rhun ap Iorwerth (Plaid Cymru)    | 11                      | Plaid Cymru (11)                                                      | Gething                                     |
| 6. August 2024    | 6.                |                        | Eluned Morgan (Labour)            | 28                      | Labour (28)                                                           | Eluned Morgan                               |
| 6. August 2024    | 6.                |                        | Andrew R.T. Davies (Conservative) | 15                      | Conservative (15)                                                     | Eluned Morgan                               |
| 6. August 2024    | 6.                |                        | Rhun ap Iorwerth (Plaid Cymru)    | 12                      | Plaid Cymru (11) Parteilose (1)                                       | Eluned Morgan                               |
| 6. August 2024    | 6.                |                        | Enthaltungen                      | 1                       | LibDems (1)                                                           | Eluned Morgan                               |

### Misstrauensvoten
Im Jahr 1999 gab es ein Misstrauensvotum gegen den First Secretary Alun Michael. Es war erfolgreich, vor dem Votum trat Michael jedoch freiwillig zurück. 
Erst 25 Jahre später gab es wieder ein Misstrauensvotum gegen First Minister Vaughan Gething. Es war erfolgreich, jedoch war der First Minister nicht daran gebunden und trat nicht zurück: 
| Wahldatum       | Legislaturperiode | Amtsinhaber     | Stimme | Stimme       | Anzahl | Partei(en)unterstützung                                       |
| --------------- | ----------------- | --------------- | ------ | ------------ | ------ | ------------------------------------------------------------- |
| 9. Februar 1999 | 1.                | Alun Michael    |        | Ja           | 31     | Plaid Cymru (16) Conservative (9) LibDems (6)                 |
| 9. Februar 1999 | 1.                | Alun Michael    |        | Nein         | 27     | Labour (27)                                                   |
| 9. Februar 1999 | 1.                | Alun Michael    |        | Enthaltungen | 1      | Labour (1)                                                    |
| 5. Juni 2024    | 6.                | Vaughan Gething |        | Ja           | 29     | Conservative (16) Plaid Cymru (11) LibDems (1) Parteilose (1) |
| 5. Juni 2024    | 6.                | Vaughan Gething |        | Nein         | 27     | Labour (27)                                                   |
| 5. Juni 2024    | 6.                | Vaughan Gething |        | Enthaltungen | 2      | Labour (2)                                                    |

## Bisherige Amtsträger
| Person                             | Bild | Partei             | Partei             | Beginn der Amtszeit | Ende der Amtszeit                                         | Kabinett                           | Grund für das Ende der Amtszeit            |
| ---------------------------------- | ---- | ------------------ | ------------------ | ------------------- | --------------------------------------------------------- | ---------------------------------- | ------------------------------------------ |
| Alun Michael (als First Secretary) |      |                    | Welsh Labour Party | 12. Mai 1999        | 9. Februar 2000                                           | Michael                            | Rücktritt wegen drohendem Misstrauensvotum |
| Rhodri Morgan                      |      | Welsh Labour Party | 9. Februar 2000    | 10. Dezember 2009   | Morgan (Übergang) Morgan I Morgan II Morgan III Morgan IV | Rücktritt aus eigener Entscheidung |                                            |
| Carwyn Jones                       |      | Welsh Labour Party | 10. Dezember 2009  | 12. Dezember 2018   | Jones I Jones II Jones III                                | Rücktritt aus eigener Entscheidung |                                            |
| Mark Drakeford                     |      | Welsh Labour Party | 12. Dezember 2018  | 20. März 2024       | Drakeford I Drakeford II                                  | Rücktritt aus eigener Entscheidung |                                            |
| Vaughan Gething                    |      | Welsh Labour Party | 20. März 2024      | 5. August 2024      | Kabinett Gething                                          | Rücktritt nach Regierungskrise     |                                            |
| Eluned Morgan                      |      | Welsh Labour Party | 6. August 2024     | amtierend           | Kabinett Eluned Morgan                                    |                                    |                                            |

## Stellvertretende Erste Minister
Das Amt des Deputy First Ministers wurde bis 2024 nur an den Vorsitzenden der kleineren Partei in den Koalitionsregierungen der Labour Party mit den Liberal Democrats beziehungsweise Plaid Cymru von 2000–2003 und 2007–2011 vergeben. In den Alleinregierungen wurde es anders als in Schottland erst ab 2024 an den Labour-Politiker Huw Irranca-Davies im Kabinett von Eluned Morgan vergeben.
| Person                        | Bild               | Partei                  | Partei                  | Beginn der Amtszeit | Ende der Amtszeit | Kabinett          |
| ----------------------------- | ------------------ | ----------------------- | ----------------------- | ------------------- | ----------------- | ----------------- |
| Amt nicht vergeben            | Amt nicht vergeben | Amt nicht vergeben      | Amt nicht vergeben      | 12. Mai 1999        | 16. Oktober 2000  |                   |
| Michael German                |                    |                         | Welsh Liberal Democrats | 16. Oktober 2000    | 6. Juli 2001      | Morgan I          |
| Jenny Randerson kommissarisch |                    | Welsh Liberal Democrats | 6. Juli 2001            | 13. Juni 2002       | Morgan I          |                   |
| Michael German                |                    | Welsh Liberal Democrats | 13. Juni 2002           | 8. Mai 2003         | Morgan I          |                   |
| Amt nicht vergeben            | Amt nicht vergeben | Amt nicht vergeben      | Amt nicht vergeben      | 8. Mai 2003         | 11. Juli 2007     |                   |
| Ieuan Wyn Jones               |                    |                         | Plaid Cymru             | 11. Juli 2007       | 13. Mai 2011      | Morgan IV Jones I |
| Amt nicht vergeben            | Amt nicht vergeben | Amt nicht vergeben      | Amt nicht vergeben      | 13. Mai 2011        | 8. August 2024    |                   |
| Huw Irranca-Davies            |                    |                         | Welsh Labour Party      | 8. August 2024      | amtierend         | Eluned Morgan     |